# هوب لانج
هوب لانج (بالإنجليزية: Hope Lange)‏ هي عارضة وممثلة أمريكية، ولدت في 28 نوفمبر 1931 في الولايات المتحدة، وتوفيت في 19 ديسمبر 2003 بسانتا مونيكا في الولايات المتحدة بسبب مرض معد.

## أعمال

### أفلام
- (1957) موضع بايتون
- (1974) أمنية الموت
- (1986) بلو فلفت

## ترشيحات
- جائزة الأوسكار لأفضل ممثلة مساعدة، عن عمل: موضع بايتون (1957)

## وصلات خارجية
- هوب لانج على موقع IMDb (الإنجليزية)
- هوب لانج على موقع ألو سيني (الفرنسية)
- هوب لانج على موقع ميوزك برينز (الإنجليزية)
- هوب لانج على موقع تيرنر كلاسيك موفيز (الإنجليزية)
- هوب لانج على موقع أول موفي (الإنجليزية)
- هوب لانج على موقع قاعدة بيانات برودواي على الإنترنت (الإنجليزية)
- هوب لانج على موقع قاعدة بيانات الأفلام السويدية (السويدية)
- هوب لانج على موقع إن إن دي بي (الإنجليزية)
- هوب لانج على موقع ديسكوغز (الإنجليزية)
- هوب لانج على موقع قاعدة بيانات الفيلم (الإنجليزية)